# Казанский переулок
Каза́нский переу́лок — улица в центре Москвы на Якиманке между 1-м Спасоналивковским переулком и Житной улицей.

## История
Название известно с XVIII века, дано по церкви Казанской иконы Богоматери что у Житного двора, известной под этим названием с 1680 года (сама церковь построена в 1660 году как Никольская). В 1876 году главный храм был разобран; новая Казанская церковь была выстроена в 1886 году. В 1935 году в здании церкви был устроен кинотеатр «Авангард», в 1972 году здание было разрушено, а в 1977—1980 годах на его месте построили здание МВД. До разрушения здания храма и реконструкции прилегающей территории от Казанского переулка отходил небольшой Казанский тупик.

## Описание
Казанский переулок начинается от 1-го Спасоналивковского, проходит на юг к Садовому кольцу, справа к нему примыкает 2-й Спасоналивковский, выходит на Житную улицу напротив Мытной улицы. Слева напротив 2-го Спасоналивковского находится здание посольства Франции.

## Здания и сооружения
По нечётной стороне:
- № 3 — Московская городская электросетевая компания, № 1;

По чётной стороне:
- № 10 — Посольство Франции, визовый отдел. В 1909—1958 годах — школа № 7[1].